# Les Particules
Les Particules és una pel·lícula dramàtica coproduïda franco-suïssa del 2019 dirigida per Blaise Harrison. Es va projectar a la secció Quinzena de Cineastes del 72è Festival Internacional de Cinema de Canes i va ser nominat a la càmera d'Or. La pel·lícula va guanyar el Paó d’Or al 50è Festival Internacional de Cinema de l'Índia.

## Repartiment
- Thomas Daloz com a P.A.
- Néa Lueders com a Roshine
- Salvatore Ferro com a Mero
- Léo Coilfort com a Cole
- Nicolas Marcant com a JB

## Rodatge
La pel·lícula es va rodar al País de Gex (Ain), principalment a Divonne-les-Bains, Ferney-Voltaire i Gex, de gener a març de 2018, amb actors no professionals de la regió.